# Neobidessus whitcombi
Neobidessus whitcombi är en skalbaggsart som beskrevs av Young 1981. Neobidessus whitcombi ingår i släktet Neobidessus och familjen dykare. Inga underarter finns listade i Catalogue of Life.